# Schendyla viridis
Schendyla viridis är en mångfotingart som först beskrevs av Karl Wilhelm Verhoeff 1951.  Schendyla viridis ingår i släktet Schendyla och familjen småjordkrypare.
Artens utbredningsområde är Italien. Inga underarter finns listade i Catalogue of Life.